# ボルチモアムクドリモドキ
ボルチモアムクドリモドキ（Baltimore Oriole, 学名:Icterus galbula）は、ムクドリモドキ科の鳥類の一種。

## 分布
北アメリカ東部で繁殖し、冬季にはフロリダやメキシコ、南アメリカ北部で越冬する。

## 形態
全長約20cm。

## 生態
繁殖地では疎林、越冬地では雨林に生息する。ねぐらは丈の高い草やササ藪にとる。
食性は雑食で、昆虫類、果実、種子、花蜜などを食べる。
産卵期は5月頃で、樹上に袋状の巣を作る。雛は孵化後、約14日で巣立つ。

## 人間との関係
アメリカ合衆国メリーランド州の州鳥である。また、メリーランド州ボルチモアを本拠地とするスポーツチームの名称としても用いられてきた。